# ディノサウロイド

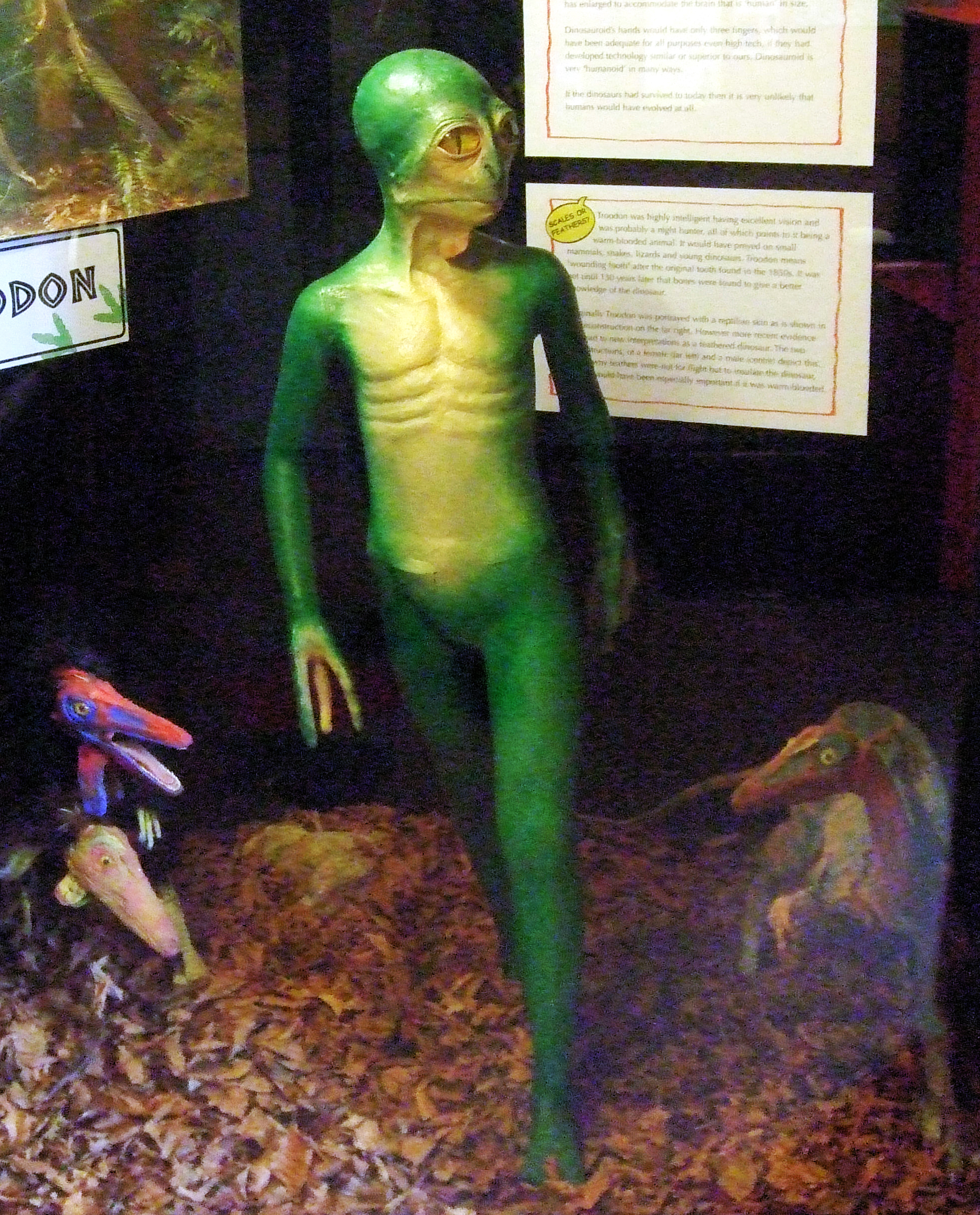
ディノサウロイドの想像模型（英・ドーチェスターの恐竜博物館）

ディノサウロイド（Dinosauroid, ダイノサウロイド、デイノサウロイドとも）とは、恐竜が絶滅せずに進化し続けた場合、人間に似た形態を採りえるという仮説およびその形態のこと。恐竜人間とも称される。

## 概要
トロオドン（当時はステノニコサウルスと呼称）などの「知能が高かった」とされる恐竜をモデルとして、1982年にカナダの古生物学者デイル・ラッセルによって提唱された。
トロオドンは体の大きさに比して大きな脳頭蓋を持ち、ある程度は物をつかんだり握ったりすることができるかなり器用な指と、立体視可能な眼を持っていたと推測される。ラッセルは思考実験により、もしも6500万年前に恐竜が絶滅していなければ、トロオドンのような二足歩行する獣脚類は、ヒトによく似た形質をもつ知的な生物に進化したかもしれないと推測した。
ラッセル監修、ロン・セガン (Ron Séguin) 製作の想像模型があり、オタワのカナダ国立自然博物館に収蔵されている。

## 根拠と可能性
1. 眼の配置上、立体視が可能である。
2. 体重に対する脳の比率（脳化指数）が比較的大きい。
3. 前足で物がつかめる。

といったトロオドンの特徴に着目した結果、「いずれは以下のような形態に進化した」という可能性が示された。
1. 身長は170センチメートル程度。
2. 全身に鱗を持つ。
3. 頭部に爬虫類的な印象を残している以外は、ほぼ人間に近い体形。
4. 哺乳類ではないので乳房がない。そのため、子供が幼い間は、親は現代における鳥類のように餌を胃から出して子供に与える。
5. （大きく発達する脳を包む頭蓋骨の形成に胎盤が役立つとの観点から）胎生に移行しており、臍がある。
6. 人間と同様にかかとを接地させて直立二足歩行する。尾は退化している。
7. 手には3本の指を持つ。そのうち1本は、ヒトの親指のように拇指対向性を持つ。
8. 生殖器は体内にある。
9. 言語は、ある種の鳥の鳴き声のようなものになる。

## 反響
ラッセルの奇想天外なこの推測は発表後、他の古生物学者の批判をもって迎えられ、彼らの多くが「擬人観が過ぎる」と指摘した。グレゴリー・S・ポールとトーマス・R・ホルツ・ジュニアは、「人間らしさが胡散臭い」と考えた。そしてダレン・ナイシュは、たとえトロオドン科の恐竜が大きな脳により高度な知性を獲得したとしても、地面に対して水平な姿勢と長い尾といった普通の獣脚類と同様の形質を保持し続け、おそらく人間のように「手」ではなく、くちばしや両脚を使った鳥のような方法で器用にものを操るのではないかと主張した。
進化論の定説を参考にすれば、人類の祖先はアフリカの熱帯雨林の樹木に暮らしていたが、乾燥化から住処を追われて草原に降りたったといわれており、このような収斂進化が同じ環境下で時代や種族に関わらず起きるのであれば、中生代の恐竜にもこの進化が起きた可能性はまったくありえない話でもない。
一方、恐竜人間という大胆なアイディアは多くのSF作家の注目を集め、さまざまな作品に登場した。

## 類似の存在
さまざまな媒体に登場する恐竜人間は、それぞれオリジナル設定に基づいている。そのため、ラッセルによるディノサウロイドとは異なるものもある。以下が恐竜人間を題材にした主要作品

### ディノサウロイド以前
『ゲッターロボ』（アニメ、漫画、1974年 - 1975年）
高度な文明と科学技術を持つ、恐竜から進化した恐竜人類（作中では「ハチュウ人類」と呼称）が、続編を含むシリーズ全体にかかる重要な敵対種族として登場。身体能力は現生人類を上回り、種族内での特殊能力を持つ少数個体・種族への差別なども描かれる。
『エデンの恐竜』（ノンフィクション、1977年〈邦訳：1978年〉）
カール・セーガン著。白亜紀末のサウロルニトイデスなど一部の恐竜は絶滅さえしなければ知性種族となっていたかもしれないと指摘し、そうすると指の数から十進法ではなく八進法や六進法の算数を自然なものとして使うのではないかと空想している。
豊田有恒の著作物
『過去の翳』（小説、1977年）
『奇想天外』1977年3月号 - 4月号分載、短編集『暴走狩り』（集英社文庫、1982年）所収。イルカの先行種として魚竜がいるように霊長類にも先行種がいたのではないかという仮説から、群れ社会を成して集落に定住し、わずかだが言語を持つ知的動物としてドロマエオサウルスを描写している。
『ダイノサウルス作戦』（小説、1977年 - 1978年）
『SFマガジン』1977年12月号 - 1978年8月号連載、1979年単行本刊。『過去の翳』の構想を膨らませた長編で、ドロマエオサウルス科の一種の子孫が登場する。ハルキ文庫版（2000年）の解説を担当した科学ライターの金子隆一は、この作品を「オリジナルの恐竜人類を登場させた世界で最初のSF」と評している。また、豊田が恐竜人類の着想を得たのはセーガンの本よりも早く、アドリアン・J・デズモンド『大恐竜時代』（1975年、邦訳書は1976年刊）を読んだことがきっかけであると紹介している。
『続・時間砲計画』（小説、1978年）
石津嵐と共著。『過去の翳』や『ダイノサウルス作戦』のアイデアを基にそれを少年向けとした作品で、やはり知能を持ったドロマエオサウルスとの交流が描かれている。鶴書房（鶴書房盛光社）のジュヴナイルSF叢書〈SFベストセラーズ〉で出ていた『時間砲計画』の続編として同シリーズから出版された。
上記のほか、アメリカの心理学者ハリー・ジェリソン (Harry Jerison) が、1978年夏に開かれたアメリカ心理学会の比較心理学・生理心理学部会において、 "Smart dinosaurs and comparative psychology" （利口な恐竜と比較心理学）と題した短い講演をおこない、そこで「ドロミケイオミムス・サピエンス」という恐竜人類を発表している。

### ディノサウロイドを題材とした作品
『ゲッターロボ』（アニメ、1974年 - 1975年）
作中に登場する「恐竜帝国」が該当。
『ドラえもん のび太と竜の騎士』（漫画、1986年 - 1987年）
トロオドンから進化した恐竜人類が地底に国家を築き、タイムマシンを建造して中生代に渡り、地上世界を取り戻そうと目論む。
『ダイノソーサーズ』（アニメ、1987年）
アメリカとカナダの合作作品。
『ふしぎの海のナディア』（アニメ、1990年 - 1991年）
第19話「ネモの親友」に、「ホモダイナソニクス」として名前とシルエットのみ登場。ナディアからは「槍を持った恐竜」と表現され、ネモからは「一大帝国を築いていた」と説明された。
『キンタグリオ・シリーズ』（小説、1992年 - 1994年）
ロバート・J・ソウヤーによる小説。『占星師アフサンの遠見鏡』のみ邦訳。
『恐竜惑星』（アニメ、1993年 - 1994年）
トロオドンから進化した「ギラグール」（鎖骨の描写は見られない）と、植物食のレエリナサウラから進化した「フォロル」の2種と類似種が登場。本作には金子隆一が設定として参加している。
『スーパーマリオ 魔界帝国の女神』（映画、1993年）
ゲームソフト『スーパーマリオブラザーズ』の実写映画化。作中においてクッパは地下にある恐竜帝国の支配者であり、彼とその手下は恐竜が進化した存在として描写される。地上世界の人間を「サル（が進化したもの）」と呼んで侮蔑している。
『クロノ・トリガー』（テレビゲーム、1995年）
原始の時代において「恐竜人」という人類と敵対する種族として登場。理解・運用レベルに個体差は見られるものの人語を解し、侵入者撃退用の罠を備える要塞を建設するなどの高度な文明と技術を持つ。また、作中において原始の時代に登場する恐竜人を含む恐竜型モンスターは、通常はほとんどの攻撃を寄せつけない防御力を誇っているものの、雷の力を持った攻撃を加えることで著しく防御力が下がるという特性設定を付与されている。
『スタートレック:ヴォイジャー』（特撮テレビドラマ、1995年 - 2001年）
ヴォス人が登場。
『ウルトラマンティガ』（特撮テレビドラマ、1996年 - 1997年）
第23話「恐竜たちの星」に、絶滅を免れた雄・雌2体のステノニコサウルスを人工進化させることで生まれた恐竜人類「アダム」と「イブ」が登場した。
『恐竜探偵ヴィンセント・ルビオ』シリーズ（小説、1995年 - 2005年）
エリック・ガルシアによる小説シリーズ。『レックス - REX -』として映画化。
『ぼくらはカセキホリダー』（テレビゲーム、2004年）
「ディノリアン」という宇宙人として登場。地球を母星にしようと計画し、人類を絶滅させようとしていた。しかしその行動が結果的に惑星を食する凶悪な生命体ガジガージを呼び寄せてしまったために、ガジガージを止めるために主人公をサポートするようになる。そしてガジガージを倒した後、人間はディノリアンの存在を認めるようになり、以後共存するようになる。
『白亜紀恐竜奇譚 竜の国のユタ』（漫画、2006年 - 2009年）
人工的に生み出された「竜人」「擬人（ヒトモドキ）」と称される種族が登場する。サウロピテクス（小）、サウロモス（中）、サウロアントロプス（大）という体格の異なる3種族からなり、危険な殺戮集団として描かれる。何万人に1人というごくまれな確率で、人間と変わらぬ容姿と高い知能・身体能力を持つ個体が生まれることがある。それらは体のサイズに応じてホミムス・フェアロイデス（小）、ホミムス・エルフォイデス（中）、ホミムス・ティタノイデス（大）と呼ばれる。
『戦闘少女 血の鉄仮面伝説』（映画、2010年）